# دویتاما
دویتاما (به اسپانیایی: Duitama) یک سکونتگاه مسکونی در کلمبیا است که در Tundama Province واقع شده‌است.

## خصوصیات
دویتاما ۱۸۶ کیلومترمربع مساحت و ۱۰۴٬۷۶۷ نفر جمعیت دارد و ۲٬۵۳۰ متر بالاتر از سطح دریا واقع شده‌است.